# Burugudum
Burugudum  é uma canção da cantora brasileira de axé music Gil, conhecida também como Gilmelândia. A canção, lançada em 7 de janeiro de 2012 e que explora tipicamente o axé music e samba-reggae, foi composta por Rubão em parceria com o percussionista de Ivete Sangalo, Cara de Cobra, que também produziu a faixa junto com o líder da banda Psirico, Marcio Vitor.

## Composição e produção
A canção foi composta pelo maranhense Rubens Tavares, conhecido como Rubão, ex-vocalista da banda Cia. de Jesus e instrumentista especializado em reggae, em parceria com Cara de Cobra, percussionista da Banda do Bem, grupo que toca para Ivete Sangalo, focando em um tema não especificado. Segundo Gil, a temática da canção eram os sons que causam as batidas dos intrumentos musicais timbales e surdo, cativando as pessoas e as fazendo dançar.
| “ | Quis fazer uma homenagem a percussão da Bahia. O "burugudum" é uma onomatopéia; o tcha cá cá é uma batida de timbales e o burugudum a batida do surdo. Assim, transformei essas batidas em dança. Convidei Cara de Cobra para fazer o samba reggae e Márcio Vitor o groove arrastado do samba duro. Nossa terra é rica em ritmos e, se depender de mim, isso vai sempre ser mostrado | ” |

A produção da canção ficou também por conta de Cara de Cobra, que ficou responsável pela soniridade samba-reggae e reggae da faixa, arrastando-se pelo axé, junto com cantor Marcio Vitor, vocalista da banda de pagode baiano Psirico, que trouxe as percussões de samba de raiz. A faixa foi gravada no estúdio de Marcio Vitor localizado no bairro Garibaldi, na cidade Salvador.

## Apresentações
A canção foi apresentada pela primeira vez ao público em 26 de dezembro de 2011, antes mesmo de ser lançada em um show realizado na boate San Sebastian,, em Salvador, junto com antigos sucessos da cantora e faixas de outros artistas como "Tantinho" de Carlinhos Brown e "Joelho", de Magary Lord. No Carnaval de 2012 a faixa foi apresentada em uma prévia da festa realizada em 10 de fevereiro no circuito Barra/Ondina.

## Recepção da crítica
O jornal baiano Correio 24 Horas disse que a canção era um potencial hit e destacou a participação de Marcio Vitor na percussão da faixa declarando que "Márcio prometeu incrementar a música com batidas percussivas e arranjos que só ele sabe fazer. E cumpriu.". Já a Radio Axé Bahia destacou positivamente a canção dizendo que tem "uma batida contagiante e é a cara da Bahia". 

## Desempenho nas tabelas
| Paradas (2012)                                  | Melhor posição |
| ----------------------------------------------- | -------------- |
| BR Billboard Brasil Regional Salvador Hot Songs | 18             |

## Histórico de lançamento
| País   | Data                 | Formato                   | Gravadora       |
| ------ | -------------------- | ------------------------- | --------------- |
| Brasil | 7 de janeiro de 2012 | download digital, Airplay | Universal Music |